# Seyval Blanc
Seyval Blanc (Synonym: Seyve-Villard 5276) ist eine Weißweinsorte aus dem Jahr 1919, die sich sehr gut für kühles Klima eignet. Die früh reifende, ertragreiche und pilzresistente Sorte wird daher in Nordfrankreich, England (seit 2002 häufigste Sorte vor Müller-Thurgau) und in der Schweiz (7,2 Hektar, Stand 2007) kultiviert. Aufgrund ihrer Winterhärte wird die Rebsorte besonders in Kanada und im Osten der USA angebaut. Siehe hierzu auch die Artikel → Weinbau in New Hampshire, → Weinbau in New Jersey, → Weinbau in New York, → Weinbau in North Carolina, → Weinbau in Virginia, → Weinbau in Maryland, → Weinbau in Wisconsin und → Weinbau in Pennsylvania.
Seyval Blanc erzeugt einen trockenen, etwas neutralen Wein mit fruchtigen Noten und zählt neben Villard Blanc zu den erfolgreichsten Züchtungen des Rebzucht-Betriebes Seyve-Villard in Saint-Vallier an der Drôme im Rhonetal. Betrieben wurde die Zucht von Bertille Seyve (1864–1939) und seinem Schwiegervater und Partner Victor Villard.
Sie ist eine Kreuzung zwischen den zwei Seibel-Reben S 5656 × S 4986.  Da es sich somit um eine Hybridrebe handelt, ist sie für Qualitätsweine gemäß EU-Bestimmungen nicht zugelassen. Gemäß einem Dekret vom 18. April 2008 gehört die Rebsorte jedoch wieder zu den offiziell zugelassenen Rebsorten für den gewerblichen Anbau, da im Erbgut der Pflanze Anteile der Edelrebe Vitis vinifera enthalten sind. Die Sorte war ein beliebter Kreuzungspartner in der Rebenzüchtung und ist Elternteil der Sorten Birstaler Muskat, Calardis Musqué, Cayuga White, Chardonel, Donauveltliner, Horizon, La Crosse, Lorena, Melody, Merzling, Moscatel de Jundiai, Réselle, St. Croix, St. Pepin und Souvignier gris.
Die Rebe findet man häufig als Tafeltraube in privaten Gärten, da sie sich gut als Spalierobst ziehen lässt.
Siehe auch die Artikel Weinbau in Frankreich, Weinbau im Vereinigten Königreich, Weinbau in der Schweiz, Weinbau in Kanada und Weinbau in den Vereinigten Staaten sowie die Liste von Rebsorten.

Abstammung: Seibel 5656 × Seibel 4986 (auch Rayon d’Or genannt)